# De Generaliteit

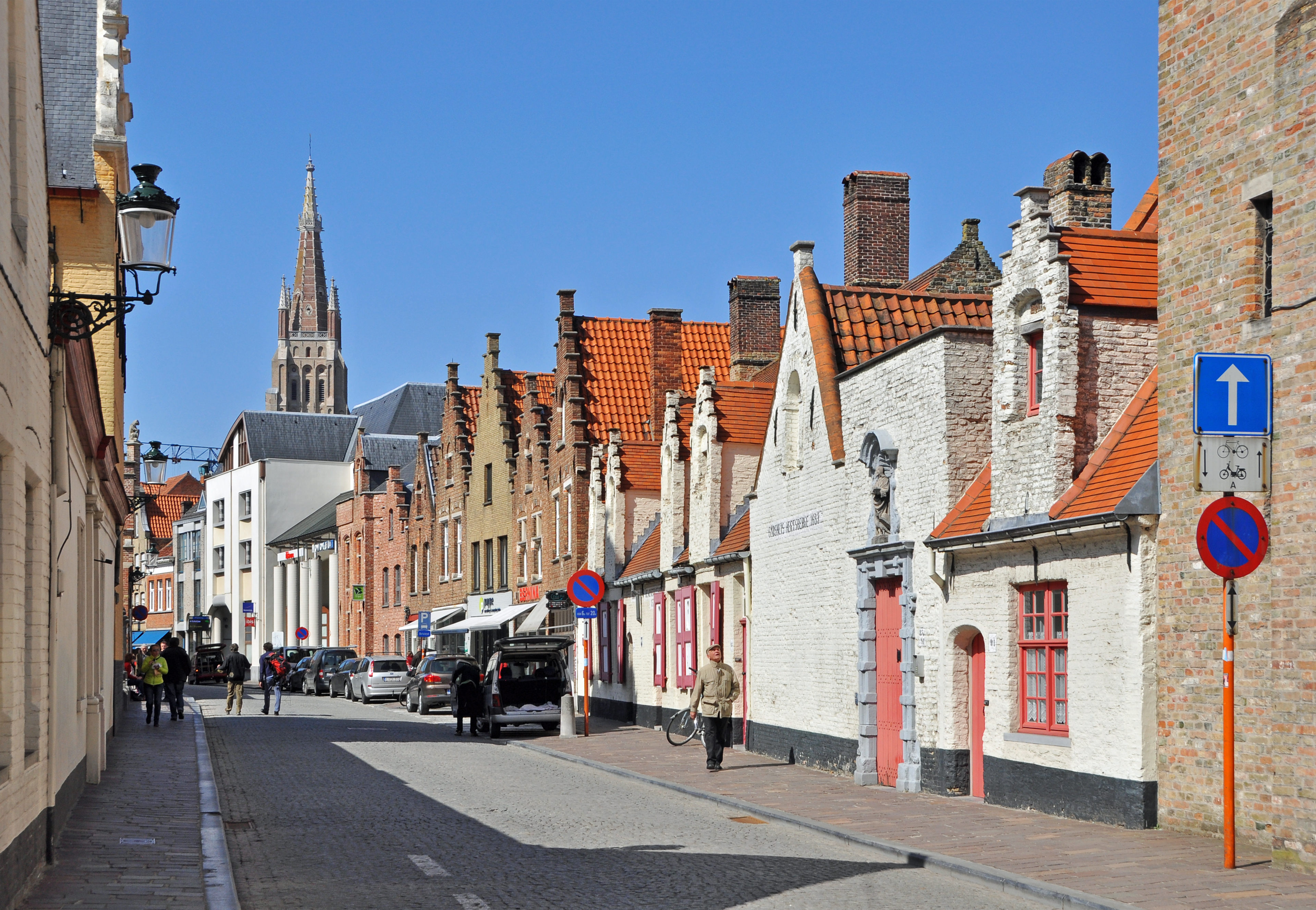
De 'Generaliteit', naast en in het verlengde van de godshuizen Hertsberge

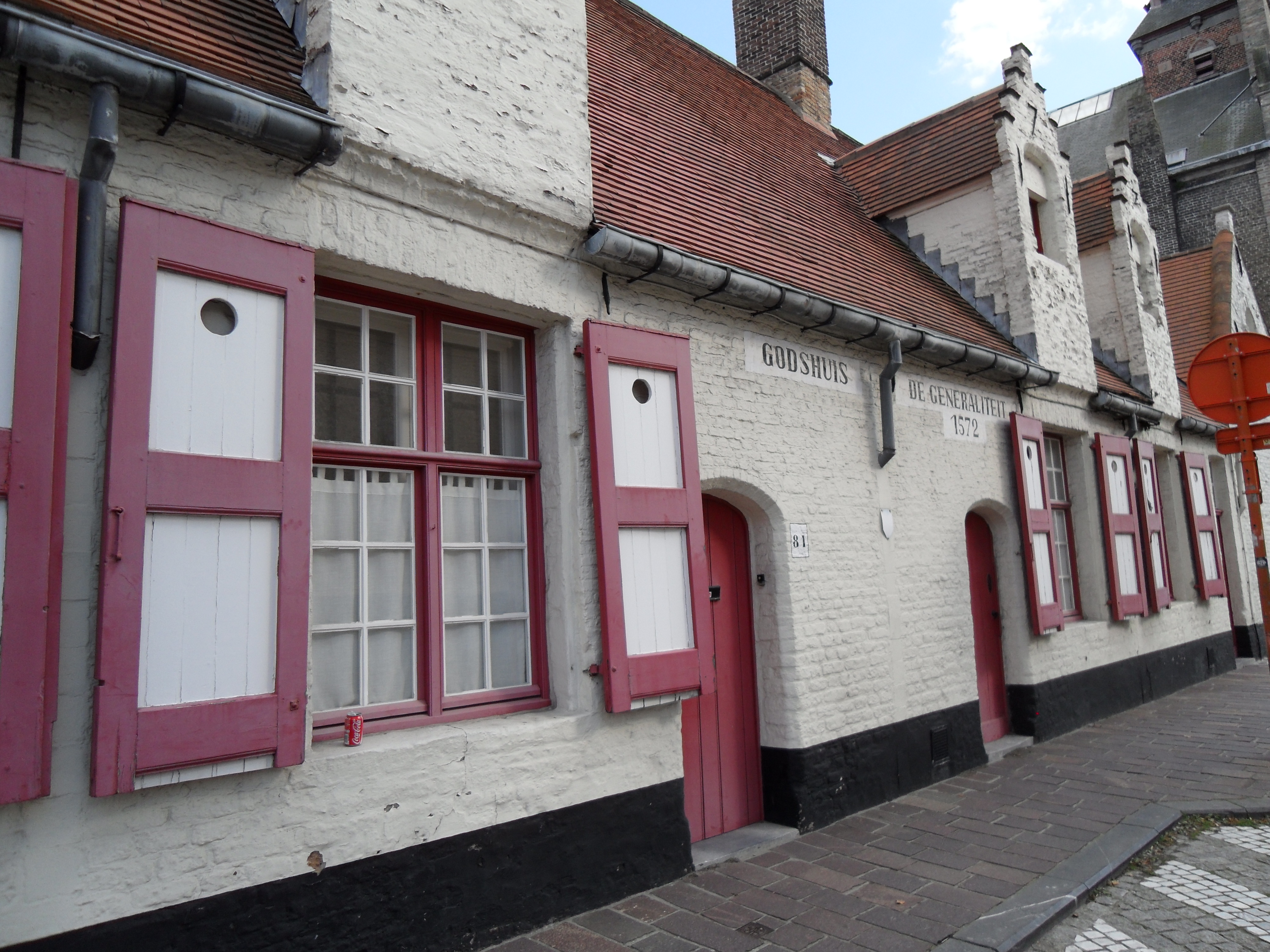
De 'Generaliteit'

De Generaliteit is de naam van enkele godshuisjes in de Katelijnestraat 79-85 in Brugge.

## Geschiedenis
Deze acht godshuisjes, gebouwd in 1572, vormden oorspronkelijk een eenheid met het ernaast gelegen Godshuis Hertsberge. Ze werden oorspronkelijk gebruikt als opvanghuis voor ongeneeslijke zieken en voor psychisch gestoorden. Daar waar Hertsberge een binnenhofje was, bereikbaar via een ingangsdeur, waren de huisjes van de Generaliteit aan de straatkant gebouwd. In 1873 werden ze van 'Hertsberge' afgescheiden en sindsdien 'de Generaliteit' genoemd. 
In 1969 werden ze gerestaureerd en van acht naar vijf woningen gebracht. In 2002 werden ze opnieuw gemoderniseerd.
Deze godshuisjes werden in 1974 beschermd als monument.